# ШВАК (пулемёт)
ШВАК (Шпитальный-Владимиров авиационный крупнокалиберный) — первый советский крупнокалиберный авиационный пулемёт, спроектированный к 1931 году С. В. Владимировым. Был принят на вооружение под названием 12,7-мм авиационный пулемёт системы Шпитального и Владимирова.

## История создания
В связи с развитием военной авиации в конце 1920-х годов, с увеличением скорости полёта самолётов и веса полезной нагрузки, возникла необходимость в новом вооружении. 9 февраля 1931 года вышло постановление советского правительства о разработке авиационного пулемёта калибра 12,7 мм под патрон 12,7-мм армейского пулемёта ДК (Дегтярёв крупнокалиберный). Такой пулемёт был спроектирован С. В. Владимировым, конструктором пулемётного КБП в Туле на основе конструкции 7,62 мм пулемёта ШКАС. Пулемёт был представлен на испытания 28 мая 1932 года и успешно их прошёл. В 1934 году новый образец был принят на вооружение. Серийный выпуск был начат в 1935 году.

## Особенности конструкции
Принцип работы автоматики был основан на использовании энергии пороховых газов, отводимых через отверстие в канале ствола. Запирание ствола производится перекосом затвора. В целом основные детали конструкции сходны по принципу с пулемётом ШКАС, несмотря на то, что при проектировании Владимиров подверг их существенной переработке.

## Боеприпасы
Питание 12,7-мм пулемёта ШВАК производилось специально разработанными патронами 12,7×108R, отличавшимися от патронов к пулемёту ДК наличием на гильзе выступающей закраины, что было необходимо из-за особой системы извлечения патронов из ленты: с помощью винтового паза на ствольной коробке, в который входили фланцы гильз. Номенклатура и виды пуль у патронов к ШВАК совпадали с таковой у патронов к ДК. Обычные пули пробивали броню толщиной 20 мм на дальности до 350 м, а бронебойно-зажигательно-трассирующие — на дальности до 300 м и имели дальность горения трассёра до 1500 м.

## Модификации
Пулемёт ШВАК изготавливался в четырёх вариантах: крыльевом, турельном, синхронном (для стрельбы через винт самолёта) и моторном (устанавливался внутри оси винта одномоторных самолётов).

### Пушка ШВАК
В 1935—1936 годах при проведении испытаний было установлено, что существует техническая возможность увеличить калибр пулемёта до 20 мм, не меняя габариты подвижных деталей. Поэтому на базе 12,7-мм пулемёта ШВАК была создана 20-мм пушка ШВАК, запущенная в серийное производство в 1936 году. Практически сразу после этого 12,7-мм пулемёт ШВАК был снят с производства.

## Оценки
Пулемёт ШВАК оказался довольно эффективным оружием благодаря своей надёжности, унаследованной от ШКАСа, и крупному калибру. Патрон 12,7×108R показал отличную бронепробиваемость и эффективное зажигательное действие. Однако эффективность разрывных пуль была признана недостаточной, что и привело к созданию 20-миллиметровой пушки ШВАК. Сама конструкция пулемёта также не была лишена недостатков. Чрезвычайно большая сложность устройства отдельных узлов, особенно механизма питания и экстракции стреляной гильзы, создавала проблемы при обслуживании. Этот же факт усложнил его производство. Особенно велика была трудоёмкость изготовления механизма питания и ствольной коробки. В случае неполадок доступ к механизмам был крайне затруднён — в отдельных случаях для устранения задержек в стрельбе требовалась частичная или полная разборка пулемёта, что невозможно сделать в полёте.